# 마이크 몽고메리
마이클 폴 몽고메리(Michael Paul Montgomery, 1989년 7월 1일 ~ )는 전  미국 메이저 리그의 투수이다.

## 미국 프로야구 시절
2015년에 시애틀 매리너스에 입단하였다. 같은 해 6월 24일 캔자스시티 로열스전에서 무사사구 완봉승을 기록했고 다음 경기에서 샌디에이고 파드레스를 상대로 2경기 연속 완봉승을 기록했다.

## 한국 프로야구 시절

### 삼성 라이온즈시절
2021년 6월에 벤 라이블리를 대체할 투수로 영입되었다. 시즌 후 그의 차기 대체 용병으로는 앨버트 수아레즈가 영입되었다.

## 미국 프로야구 복귀
2022년에 뉴욕 메츠와 마이너 계약을 하며 복귀했다.